# Villa Sofia (Palermo)
Villa Sofia (in origine Villa Sophia) è una dimora storica che si trova nel quartiere Resuttana-San Lorenzo a Palermo, in piazza Salerno 1. Oggi è sede di un reparto dell'"Azienda Ospedaliera Villa Sofia-Cervello".

## La storia

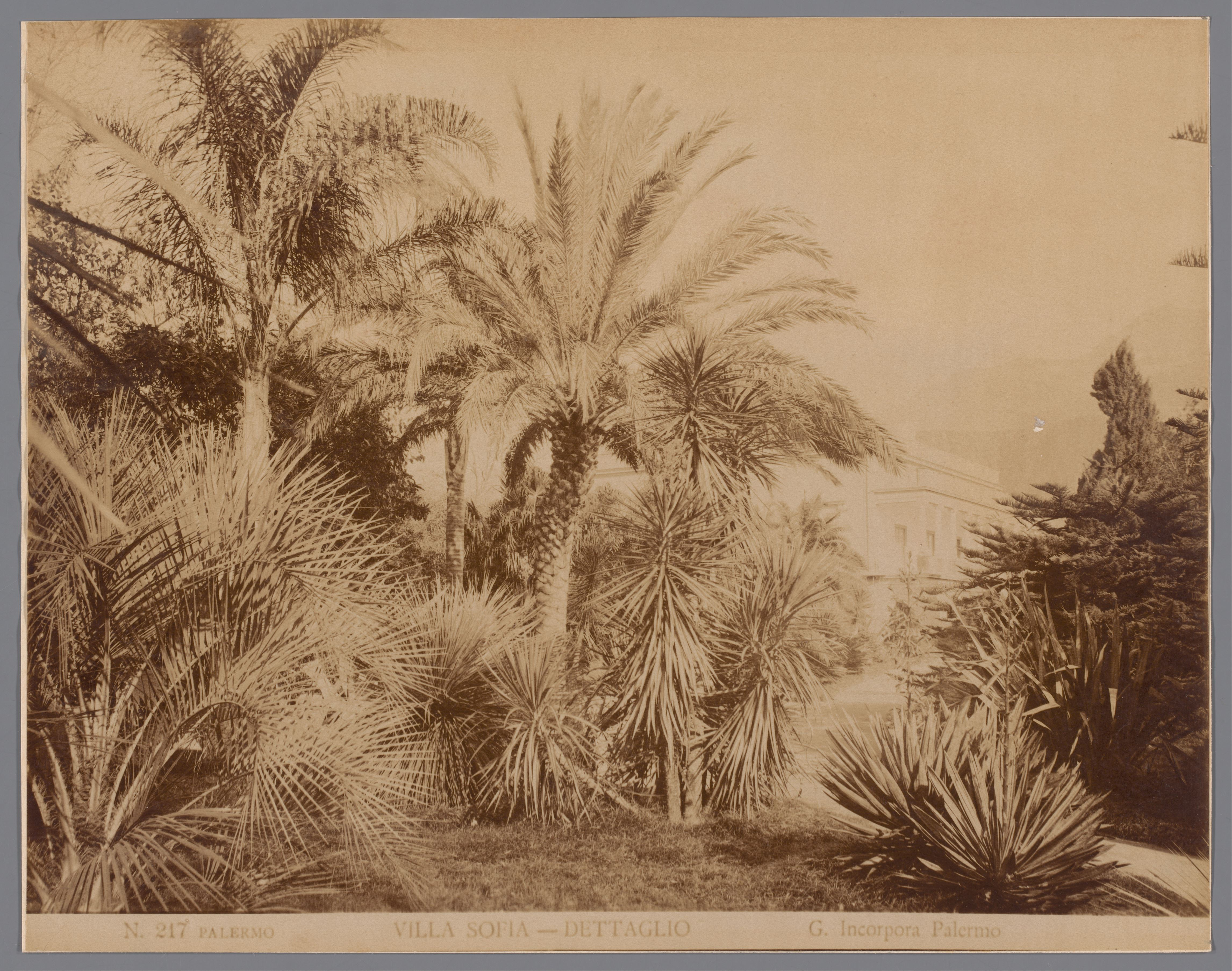
Villa Sofia in una fotografia di Giuseppe Incorpora

La villa, costruita dai marchesi Mazzarino, fu acquistata nel 1850 da Joseph Whitaker, che la ampliò e le diede il nome della moglie Sophia. 
Seguirono gli interventi dell’architetto Beaumont Gardner che nel 1885 l’arricchì di una torre in stile medievale, e di Ernesto Basile che progettò il vestibolo e lo scalone principale aggiungendovi un corpo basso con bifore neorinascimentali e una dépendance.
Fu al centro della vita sociale della comunità anglosassone ma non solo, come lo fu poi anche villa Malfitano. Accolse alcune personalità di rilievo, come il re d'Inghilterra Eduardo VII, sua moglie Alessandra e la principessa Vittoria il 24 aprile 1907. L’evento è ricordato da una lapide affissa sul muro della terrazza che recita “HERE, ON APRIL 24, 1907, KING EDWARD VII, QUEEN ALEXANDRA, AND PRINCESS VICTORIA, HAD TEA AND RESTED FOR A SHORT HOUR.”
Nel 1953 la tenuta fu venduta alla Croce Rossa Italiana che la trasformò in ospedale. Erano gli anni del sacco di Palermo: la nuova destinazione d'uso portò all'urbanizzazione del parco con la costruzione di nuovi padiglioni, la villa e le sue dépendance furono trasformate senza riguardo per il loro valore architettonico e storico.
La villa è un bene vincolato ai sensi della legge n. 1089/1939 (D.A. n. 984 del 20.06.1981, revocato e sostituito da D.A. 1406 del 22.06.1979). 
Nel settembre 2023, la direzione dell’azienda ospedaliera Ospedali Riuniti Villa Sofia-Cervello ha firmato un protocollo di intesa con il dipartimento Saaf (Scienze Agrarie, Alimentari e Forestali) dell'Università di Palermo per la riqualificazione del giardino storico che sarà trasformato in un giardino terapeutico a disposizione dei pazienti. Inoltre un accordo con l'assessorato regionale dei Beni Culturali e dell’Identità Siciliana prevede la manutenzione straordinaria della villa e della Cavallerizza, e la messa in sicurezza della serra .

## La villa

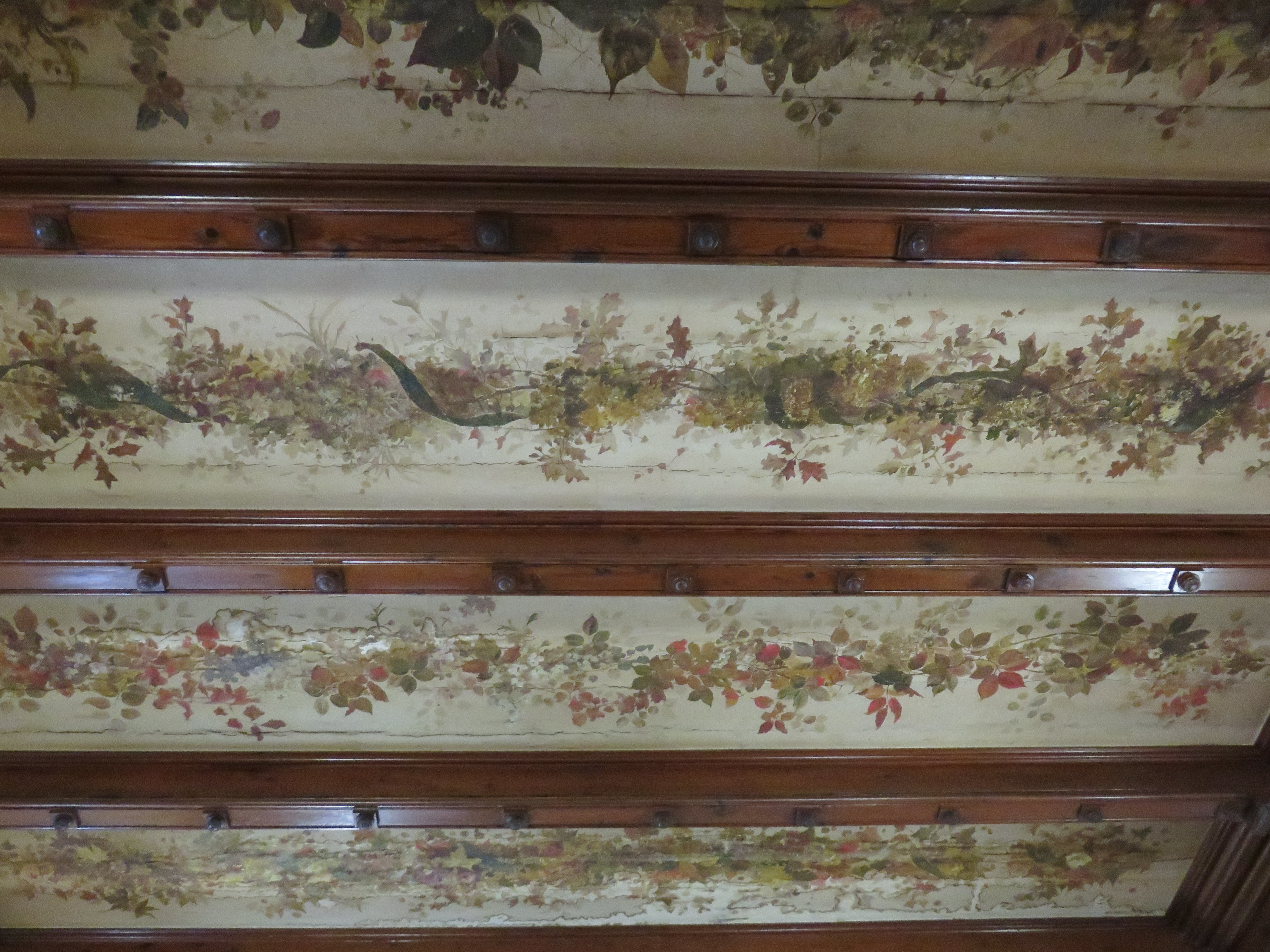
Soffitto dipinto dal Salvatore Gregorietti

La villa presenta un elegante prospetto meridionale. Il piano terra è scandito da paraste classiche mentre il primo piano è formato da una grande terrazza (ad L) con un portico ionico.
All'interno alcune stanze sono rimaste integre dopo la trasformazione della villa in reparto ospedaliero. Una scala di legno intagliato porta al primo piano, dove in un’anticamera il cui soffitto, realizzato da Salvatore Gregorietti, è formato da travi di legno e dipinti di foglie rossi, marroni e verdi. Quest'anticamera porta da un lato a un grande salone rettangolare collegato alla terrazza, e dall'altro ad un vestibolo.
Un'altra scala, con ringhiera in ferro a disegni floreali, opera di Ernesto Basile, porta al secondo piano. È illuminata da una lunga finestra verticale a vetri policromi dipinti che raffigura Robert S. Whitaker in costume rinascimentale. Questo vano scala è coperto da un soffitto ligneo.

## Il parco

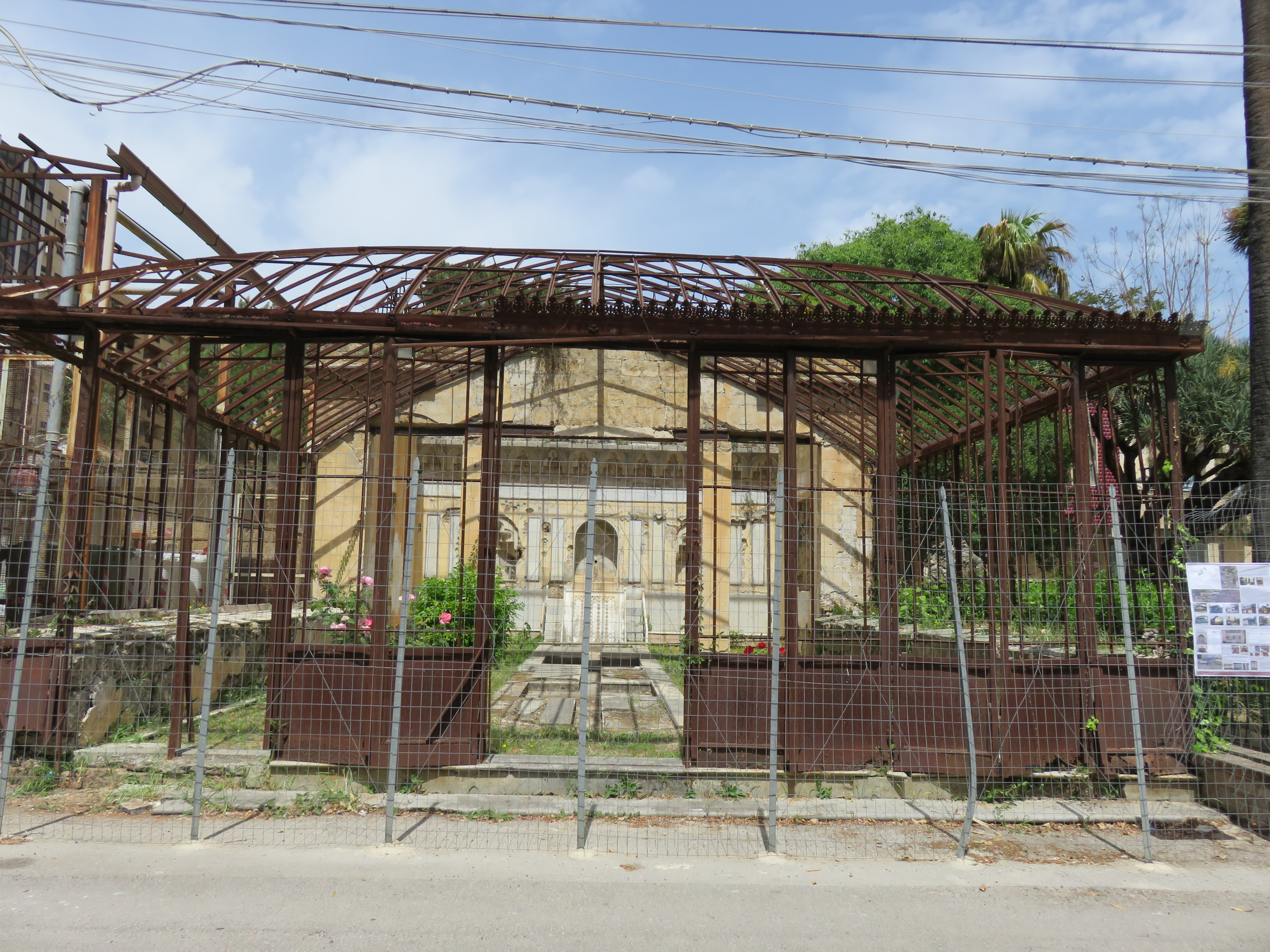
I resti della serra nel parco della villa

Il vasto parco fu sistemato tra il 1876 e il 1886 dal paesaggista inglese Emilio Kunzmann (1835-1908), anche autore del giardino di Villa Malfitano e di quello di Villa Whitaker. 
Di impianto irregolare, comprendeva diversi padiglioni, le scuderie, delle serre calde e fredde (famose per le collezioni di orchidee) e anche un lago con isolotto. Esiste ancora la struttura metallica di una serra con fontana ispirata all'iwan del palazzo della Zisa a Palermo. Realizzata nel 1907, è attribuita all'architetto Francesco Naselli.
Il giardino era rinomato per le sue collezioni botaniche e comprendeva boschetti, palme, roseti, e piante esotiche. Purtroppo con la trasformazione della villa in struttura ospedaliera, il parco è stato sfigurato dai nuovi padiglioni costruiti all'interno e in gran parte lasciato all'abbandono.

## Le dépendance

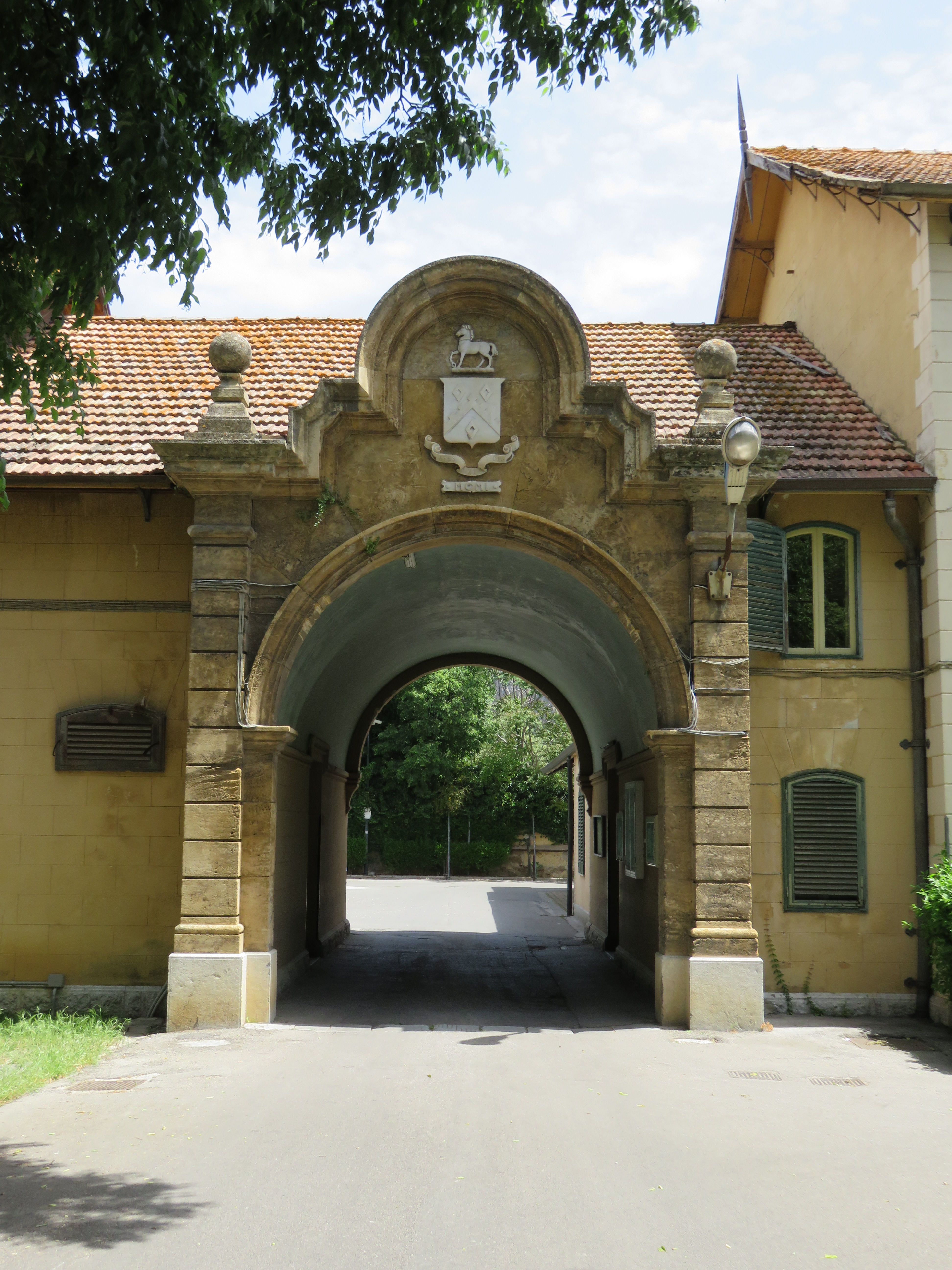
Le stalle della villa con lo stemma

La portineria, realizzata da Ernesto Basile nel 1894, fu trasformata dopo la vendita della tenuta alla Croce Rossa Italiana in sartoria dell'ospedale: in questo edificio erano confezionate i camici e le divise dei dipendenti fino all'inizio degli anni 2000. Nel 2014, la costruzione è stata restaurata.
Le stalle sono in asse con l'ingresso della villa. Sopra l'ingresso ad arco carraio campeggia il blasone della famiglia Whitaker: si tratta di uno stemma inquartato con conchiglie, torri, merli guelfi e rombi, sormontato da un cavallo che tiene fra le gambe anteriori un rombo, e sotto il motto "Spes et Fides".